# Nucli intern

Esquema de la Terra des del nucli a l'exosfera. Parcialment a escala.

El nucli intern de la Terra és la capa geològica més interna i calenta segons estudis sismològics. És una esfera principalment sòlida d'uns 1.216 quilòmetres de radi, o un 70% del de la Lluna. Es creu que consisteix en un aliatge de ferro i níquel, i que podria tenir una temperatura similar a la de la superfície del Sol (aproximadament 5.778 K (5505 °C).
No hi ha mostres del nucli de la Terra accessibles per a la mesura directa, com n'hi ha del mantell terrestre. La informació sobre el nucli de la Terra prové principalment de l'anàlisi de les ones sísmiques i el camp magnètic de la Terra.

## Creixement

Esquema del moviment del nucli interior i exterior de la Terra i del camp magnètic que genera.

## Història científica
L'existència d'un nucli intern, diferenciat del nucli extern líquid va ser descoberta el 1936 per la sismòloga Inge Lehmann utilitzant observacions d'ones sísmiques generades per terratrèmols de Nova Zelanda. Va observar que les ones sísmiques es reflecteixen al límit del nucli interior i poden ser detectades per sismògrafs sensibles a la superfície de la Terra. Va inferir un radi de 1400 km per al nucli interior, no lluny del valor acceptat actualment de 1221 km. El 1938, Beno Gutenberg i Charles Richter van analitzar un conjunt de dades més extens i van estimar el gruix del nucli exterior en 1950 km amb una transició pronunciada però contínua de 300 km de gruix cap al nucli interior; que implica un radi entre 1230 i 1530 km per al nucli interior.:p.372
Uns anys més tard, el 1940, es va plantejar la hipòtesi que aquest nucli interior fos de ferro massís. El 1952, Francis Birch va publicar una anàlisi detallada de les dades disponibles i va concloure que el nucli interior era probablement ferro cristal·lí.
El límit entre els nuclis interior i exterior s'anomena de vegades la «discontinuïtat de Lehmann», encara que el nom sol referir-se a una altra discontinuïtat. El nom «Bullen» o «discontinuïtat de Lehmann-Bullen», per Keith Edward Bullen ha estat proposat, però el seu ús sembla ser infreqüent. La rigidesa del nucli interior es va confirmar el 1971.
Adam Dziewonski i James Freeman Gilbert van establir que les mesures dels modes normals de vibració de la Terra causats per grans terratrèmols eren coherents amb un nucli exterior líquid. El 2005, es van detectar ones de cisalla passant pel nucli intern; aquestes afirmacions van ser inicialment controvertides, però ara estan guanyant acceptació.

### Ones sísmiques

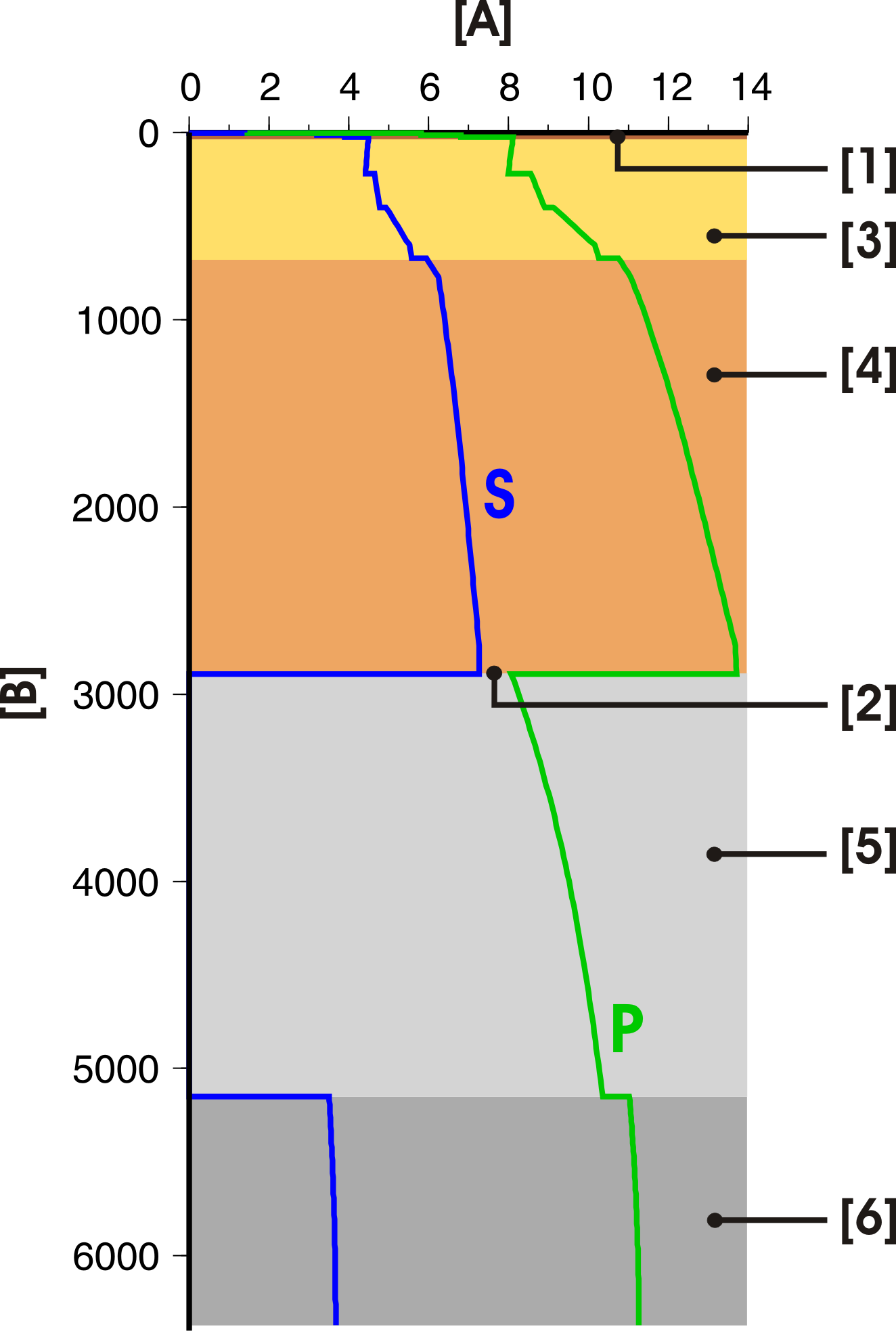
Velocitat sísmica de compressió P i cisalla S a l'interior de la Terra segons el model PREM. La llavor és la regió més profunda a, etiquetat 6 per sota del nucli exterior, líquid, i que no permet la propagació de les ones de cisalla S.